# Bunuri mobile din domeniul științele naturii clasate în patrimoniul cultural național al României aflate în județul Maramureș
Acestă listă conține bunurile mobile din domeniul științele naturii clasate în Patrimoniul cultural național al României aflate la momentul clasării în județul Maramureș.

## Tezaur
| Foto | Informații generale        | Detalii tehnice                                                                                         | Descriere | Deținător                        | Legături |
| ---- | -------------------------- | --- | --- | -------------------------------- | -------- |
|      | Cuarț                      | Descoperit: jud. Maramureș, BAIA MARE, Mina Valea Roșie Dimensiuni: L: 250 mm; LA: 180 mm; Î: 70 mm     | Druză de cristale de până la 2 cm de cuarț, varietatea ametist, culoare deosebită, uniformă, fără cristale lovite. Cea mai intensă nuanță de ametist pentru regiunea Baia Mare. | Muzeul de Mineralogie, Baia Mare | Cimec    |
|      | Calcit                     | Descoperit: jud. Maramureș, BAIA MARE, Mina Herja Dimensiuni: L: 280 mm; LA: 230 mm; Î: 80 mm           | Agregat de dimensiuni mari din romboedri milimetrici ce formează un aspect general de „plasă” fină, culoare maronie, tipic minei Herja. | Muzeul de Mineralogie, Baia Mare | Cimec    |
|      | Calcit                     | Descoperit: jud. Maramureș, CAVNIC, Mina Cavnic Dimensiuni: L: 190 mm; LA: 170 mm; Î: 110 mm            | Eșantion format din mai multe tipuri de agregate mici de romboedrii de calcit, sferice sau „în cascadă”, culoare galben deschis, aspect general deosebit. | Muzeul de Mineralogie, Baia Mare | Cimec    |
|      | Calcit, calcopirită        | Descoperit: jud. Maramureș, CAVNIC, Mina Cavnic Dimensiuni: L: 250 mm; LA: 100 mm; Î: 300 mm            | Patru cristale individuale de cuarț semitransparente, concrescute paralel, vârfuri intacte, pe o mică matrice crustă de cuarț mărunt, calcit și calcopirită diseminată. Lungime și poziționare extraordinară a cristalelor mari.                                                                                                  | Muzeul de Mineralogie, Baia Mare | Cimec    |
|      | Cuarț                      | Descoperit: jud. Maramureș, Lucrări de prospectiune Țibleș Dimensiuni: L: 150 mm; LA: 130 mm; Î: 100 mm | Cristal hexaedric mare de pirită, perfect, muchia de 10 cm, fețe striate, culoare bronz lucios, întrepătruns de cristale hexaedrice mici, poziționat pe gangă de cuarț transparent. Fisură transversală de recoltare. Cel mai mare cristal de pirită de la Țibleș.                                                                | Muzeul de Mineralogie, Baia Mare | Cimec    |
|      | Calcit                     | Descoperit: jud. Maramureș, BAIA SPRIE, Mina Baia Sprie Dimensiuni: L: 80 mm; LA: 50 mm; Î: 20 mm       | Cristale de 3-4 mm de andorit, habit izometric, luciu puternic, dispuse pe o gangă de calcit cenușiu deschis care oferă un bun contrast cristalelor. Dimensiune foarte mare a cristalelor, interes istoric de „localitate tip” - Baia Sprie, pentru specia minerală.                                                              | Muzeul de Mineralogie, Baia Mare | Cimec    |
|      | Calcit, marcasită          | Descoperit: jud. Maramureș, CAVNIC, Mina Cavnic Dimensiuni: L: 320 mm; LA: 150 mm; Î: 190 mm            | Cinci cristale de cuarț, unele dublu terminate, concrescute într-o formă absolut unică (crustă fină de calcit și marcasită pe o parte). | Muzeul de Mineralogie, Baia Mare | Cimec    |
|      | Calcit                     | Descoperit: jud. Maramureș, CAVNIC, Mina Cavnic Dimensiuni: L: 110 mm; LA: 70 mm; Î: 70 mm              | Cristale concrescute radiar de gips mat, alb-lăptos, dimensiuni de 5-7 cm, terminații „coadă de rândunică” perfecte. Mici sfere, agregate de calcit maroniu apar pe unele cristale. Agregat tipic pentru mina Cavnic, dimensiune mare.                                                                                            | Muzeul de Mineralogie, Baia Mare | Cimec    |
|      | Marcasită                  | Descoperit: jud. Maramureș, BAIA MARE, Mina Herja Dimensiuni: L: 220 mm; LA: 180 mm; Î: 110 mm          | Agregat din marcasită, cristale neindividualizate, sub formă generală unicat. | Muzeul de Mineralogie, Baia Mare | Cimec    |
|      | Calcit                     | Descoperit: jud. Maramureș, CAVNIC, Mina Cavnic Dimensiuni: L: 460 mm; LA: 390 mm; Î: 250 mm            | Cristale de cuarț habitus lung prismatic ascuțit, lungi de 10-12 cm, transparente, concrescute radiar formând o druză aproape semirotundă, cu mici depuneri de calcit pe unele fețe. Dimensiune și estetică deosebită a eșantionului.                                                                                             | Muzeul de Mineralogie, Baia Mare | Cimec    |
|      | Calcit                     | Descoperit: jud. Maramureș, CAVNIC, Mina Cavnic Dimensiuni: L: 230 mm; LA: 160 mm; Î: 90 mm             | Druză din cristale milimetrice de rodocrozit, culoare roz intens, pe care sunt crescute agregate sferice de calcit alb-cenușiu. Aspect general foarte bun. | Muzeul de Mineralogie, Baia Mare | Cimec    |
|      | Baritină                   | Descoperit: jud. Maramureș, BAIA SPRIE, Mina Baia Sprie Dimensiuni: L: 170 mm; LA: 100 mm; Î: 70 mm     | Druză din cristale tabulare milimetrice de baritină, culoare roșie intensă, singurul loc în lume - Mina Baia Sprie - de apariție al baritinei roșii, un număr foarte mic de exemplare. | Muzeul de Mineralogie, Baia Mare | Cimec    |
|      | Stibină                    | Descoperit: jud. Maramureș, BAIA SPRIE, Mina Baia Sprie Dimensiuni: L: 180 mm; LA: 120 mm; Î: 90 mm     | Agregat de cristale aciculare de stibină, negre fără luciu sau lucioase, cu aspect general zoomorf bine definit. | Muzeul de Mineralogie, Baia Mare | Cimec    |
|      | Calcit                     | Descoperit: jud. Maramureș, BAIA MARE, Mina Săsar Dimensiuni: L: 270 mm; LA: 160 mm; Î: 80 mm           | Agregat format prin creșterea de agregate mici din romboedrii de calcit, cristale alb-translucide pe o parte și negre (incluziuni de jamesonit) pe cealaltă parte. Alăturare de culori și transluciditate tipică zăcământului. | Muzeul de Mineralogie, Baia Mare | Cimec    |
|      | Cuarț                      | Descoperit: jud. Maramureș, CAVNIC, Mina Cavnic Dimensiuni: L: 300 mm; LA: 160 mm; Î: 50 mm             | Agregate sferice de 1-2 cm, formate din romboedrii înșeuați de rodocrozit, culoare roz pal, crescute pe o matrice de cuarț mărunt transparent și romboedrii de rodocrozit de culoare roz intens. Două generații de rodocrozit tipic pentru zăcământ, cu aspect general estetic al eșantionului.                                   | Muzeul de Mineralogie, Baia Mare | Cimec    |
|      | Calcit                     | Descoperit: jud. Maramureș, CAVNIC, Mina Cavnic Dimensiuni: L: 250 mm; LA: 220 mm; Î: 100 mm            | Crustă de mulaj subțire, din calcit alb zaharoid, apărută numai la zăcământul Cavnic, denumire locală „gavră”. Eșantion bine proporționat, cu creste înalte nelovit. | Muzeul de Mineralogie, Baia Mare | Cimec    |
|      | Calcit                     | Descoperit: jud. Maramureș, BAIA MARE, Mina Herja Dimensiuni: L: 190 mm; LA: 170 mm; Î: 50 mm           | Druză de cristale mari de 2-2,5 cm de sfalerit, culoare neagră, luciu puternic, striuri de creștere bine evidențiate, pe alocuri dispunere de cristale tabulare, cu concreșteri de calcit alb în agregate de romboedrii, lucios, cu dimensiuni de 1 cm.                                                                           | Muzeul de Mineralogie, Baia Mare | Cimec    |
|      | Calcit                     | Descoperit: jud. Maramureș, BAIA MARE, Mina Herja Dimensiuni: L: 200 mm; LA: 160 mm; Î: 90 mm           | Cristale de 6-7 cm de cuarț, varietatea ametist, culoarea violet pal, concrescute paralel, în poziționare circulară, unite la bază de o gangă de calcit amroniu. Aranjament perfect echilibrat al cristalelor de ametist, vârfuri intacte și contrast de culoare cu calcitul.                                                     | Muzeul de Mineralogie, Baia Mare | Cimec    |
|      | Stibină                    | Descoperit: jud. Maramureș, BĂIUȚ, Mina Băiuț Dimensiuni: L: 330 mm; LA: 180 mm; Î: 200 mm              | Agregat format din concreșterea radiară a unor cristale mari de stibină, lung prismatice, bine individualizate, lucioase, cu striuri pe fețe bine evidențiate, dezvoltate pe verticală. Eșantion cu unele dintre cele mai groase și mari cristale de stibină cunoscute.                                                           | Muzeul de Mineralogie, Baia Mare | Cimec    |
|      | Baritină                   | Descoperit: jud. Maramureș, BAIA SPRIE, Mina Baia Sprie Dimensiuni: L: 140 mm; LA: 100 mm; Î: 70 mm     | Agregat de cristale tabulare de baritină transparentă, cu mici rozete de maxim 1 cm de marcasită, formând o matrice pe care este crescută o a doua generație de cristale tabulare mari de baritină, culoare roșu intens, culoare și intensitate unică pe plan mondial pentru zăcământul de la Baia Sprie.                         | Muzeul de Mineralogie, Baia Mare | Cimec    |
|      | Baritină                   | Descoperit: jud. Maramureș, BAIA SPRIE, Mina Baia Sprie Dimensiuni: L: 310 mm; LA: 150 mm; Î: 110 mm    | Druză acoperită în întregime de cristale tabulare, milimetrice, de baritină culoare roșu intens, culoare și intensitate unică pe plan mondial pentru zăcământul de la Baia Sprie. | Muzeul de Mineralogie, Baia Mare | Cimec    |
|      | Cuarț                      | Descoperit: jud. Maramureș, CAVNIC, Mina Cavnic Dimensiuni: L: 190 mm; LA: 190 mm; Î: 200 mm            | Agregat format prin creșterea paralelă de cristale de cuarț, bine individualizate, vârfuri nelovite, semitransparente, unite în bază. Eșantion dezvoltat pe verticală, echilibrat perfect. | Muzeul de Mineralogie, Baia Mare | Cimec    |
|      | Baritină                   | Descoperit: jud. Maramureș, CAVNIC, Mina Cavnic Dimensiuni: L: 250 mm; LA: 150 mm; Î: 250 mm            | Agregat format prin concreștere paralelă și suprapusă de cristale tabulare de baritină, subțiri, dimensiune de maxim 1 cm, semitransparente, culoare albastră. | Muzeul de Mineralogie, Baia Mare | Cimec    |
|      | Calcit, sfalerit           | Descoperit: jud. Maramureș, CAVNIC, Mina Cavnic Dimensiuni: L: 440 mm; LA: 270 mm; Î: 170 mm            | Agregat din cristale întrepătrunse de cuarț, bine individualizate, intacte, alb-lăptoase, crescute în diferite direcții, cu depuneri în partea inferioară de calcit alb și cristale mici de sfalerit. | Muzeul de Mineralogie, Baia Mare | Cimec    |
|      | Baritină                   | Descoperit: jud. Maramureș, CAVNIC, Mina Cavnic Dimensiuni: L: 250 mm; LA: 230 mm; Î: 170 mm            | Agregat format prin concreșterea cristalelor de baritină, habitus tabular subțire, culoare albă. Forma generală a eșantionului deosebită. | Muzeul de Mineralogie, Baia Mare | Cimec    |
|      | Calcit                     | Descoperit: jud. Maramureș, BAIA MARE, Mina Herja Dimensiuni: L: 340 mm; LA: 250 mm; Î: 60 mm           | Agregat de cristale romboedrice milimetrice de calcit, culoare maronie, ce formează dendrite întrepătrunse cu aspect de „plasă” fină sau „năvod”. Tipic pentru mina Herja. | Muzeul de Mineralogie, Baia Mare | Cimec    |
|      | Blendă, cuarț              | Descoperit: jud. Maramureș, CAVNIC, Mina Cavnic Dimensiuni: L: 80 mm; LA: 60 mm; Î: 40 mm               | Foițe de aur agregat mușchiform, foarte strălucitoare, culoare galben-auriu, cu intercalații rămase din matricea de sfalerit și cuarț, mărunt cristalizate. Apariție în volbură unică în regiune. | Muzeul de Mineralogie, Baia Mare | Cimec    |
|      | Siderit                    | Descoperit: jud. Maramureș, BAIA MARE, Mina Herja Dimensiuni: L: 110 mm; LA: 80 mm; Î: 80 mm            | Agregat format din două concreșteri oolitice de romboedrii de siderit maroniu, alungite la câte un capăt, în parageneză cu mici cristale de gips, gri închis, luciu mătăsos, cu aspect general zoomorf (vrabie). Apariție unicat.                                                                                                 | Muzeul de Mineralogie, Baia Mare | Cimec    |
|      | Baritină                   | Descoperit: jud. Maramureș, BAIA SPRIE, Mina Baia Sprie Dimensiuni: L: 220 mm; LA: 130 mm; Î: 210 mm    | Agregat format prin concreștere paralelă și radiară de cristale de stibină, habitus acicular, în parageneză cu cristale de baritină transparente, bine cristalizate, în partea superioară a cristalelor de stibină. Eșantion foarte bine echilibrat, dezvoltat pe verticală, parageneză unică pentru zăcământul de la Baia Sprie. | Muzeul de Mineralogie, Baia Mare | Cimec    |
|      | Berthierit                 | Descoperit: jud. Maramureș, BAIA MARE, Mina Herja Dimensiuni: L: 240 mm; LA: 160 mm; Î: 100 mm          | Agregat din concreșteri de cristale de berthierit în formă de snopi, culoare neagră-albăstruie, luciu puternic sau mat. Eșantionul cel mai echilibrat din această specie din regiunea Baia Mare. | Muzeul de Mineralogie, Baia Mare | Cimec    |
|      | Blendă, cuarț              | Descoperit: jud. Maramureș, CAVNIC, Mina Cavnic Dimensiuni: L: 60 mm; LA: 30 mm; Î: 40 mm               | Agregat mușchiform masiv de aur, din care se evidențiază mici dendrite, foițe și granule neregulate de aur, în parageneză cu câteva cristale mici de sfalerit negru mat și cuarț alb mat. Apariție unică în regiunea Baia Mare.                                                                                                   | Muzeul de Mineralogie, Baia Mare | Cimec    |
|      | Cuarț, calcopirită, pirită | Descoperit: jud. Maramureș, CAVNIC, Mina Cavnic Dimensiuni: L: 180 mm; LA: 140 mm; Î: 60 mm             | Cristale tabulare de calcit, culoare albă mată, concrescute paralel pe druză de cuarț transparent în parageneză cu cristale de calcopirită, foarte lucioase. Eșantion fără lovituri, tipic minei cavnic. | Muzeul de Mineralogie, Baia Mare | Cimec    |
|      | Calcit, cuarț              | Descoperit: jud. Maramureș, CAVNIC, Mina Cavnic Dimensiuni: L: 230 mm; LA: 160 mm; Î: 60 mm             | Cristale sferice și semisferice cu diametrul de 5-10 mm de fluorină violet deschis, translucide, în parageneză cu scalenoedrii de calcit albi pe o druză de rocă acoperită cu cuarț mărunt. Apariție foarte rară a speciei minerale fluorină.                                                                                     | Muzeul de Mineralogie, Baia Mare | Cimec    |
|      | Tetraedrit                 | Descoperit: jud. Maramureș, CAVNIC, Mina Cavnic Dimensiuni: L: 160 mm; LA: 160 mm; Î: 50 mm             | Druză formată aproape în întregime din cristale de tetraedrit, bine individualizate, dimensiune de maxim 1,5 cm, luciu puternic, culoare neagră, în parageneză cu cristale de cuarț mărunt alb. Eșantion fără lovituri, cu foarte multe cristale.                                                                                 | Muzeul de Mineralogie, Baia Mare | Cimec    |
|      | Rodocrozit                 | Descoperit: jud. Maramureș, CAVNIC, Mina Cavnic Dimensiuni: L: 180 mm; LA: 120 mm; Î: 60 mm             | Agregat sub forma unei plăci groase, format din concreșterea cristalelor de rodocrozit, romboedrii înșeuați vizibili, culoare roz intens. Cristale bine individualizate și culoare bună. | Muzeul de Mineralogie, Baia Mare | Cimec    |
|      | Rodocrozit                 | Descoperit: jud. Maramureș, CAVNIC, Mina Cavnic Dimensiuni: L: 200 mm; LA: 160 mm; Î: 30 mm             | Placă subțire de rocă, acoperită de cristale de rodocrozit, romboedrii bine individualizați, culoare roz intens. Cristale de mărime și culoare deosebită. | Muzeul de Mineralogie, Baia Mare | Cimec    |
|      | Rodocrozit                 | Descoperit: jud. Maramureș, CAVNIC Dimensiuni: L: 220; l: 180; Î: 70                                    | Agregat pe matrice plată de cristale milimetrice până la 1 cm de rodocrozit, romboedrii înșeuați, culoare roz intensă. | Muzeul de Mineralogie, Baia Mare | Cimec    |
|      | Calcit                     | Descoperit: jud. Maramureș, Herja Dimensiuni: L: 160; l: 130; Î: 130                                    | Agregat din cristale milimetrice de calcit, maronii, lucioase, în formă de crustă, în parageneză cu cristale bine individualizate de stibine, luciu puternic, dispuse radiar, cu dimensiuni de până la 70 mm. | Muzeul de Mineralogie, Baia Mare | Cimec    |
|      | Vivianit                   | Descoperit: jud. Maramureș, ILBA Dimensiuni: L: 150; l: 100; Î: 160                                     | Monocristal de vivianit, habitus prismatic, perfect, culoare verde închis, translucid, pe o matrice de rocă maronie. | Muzeul de Mineralogie, Baia Mare | Cimec    |
|      | Calcit                     | Descoperit: jud. Maramureș, CAVNIC Dimensiuni: L: 310; l: 190; Î: 150                                   | Scalenoedrii mari de calcit, roz intens, translucizi, dispuși radiar longitudinal pe o druză de cuarț transparent și pirită milimetrică cu luciu puternic. | Muzeul de Mineralogie, Baia Mare | Cimec    |
|      | Arsen                      | Descoperit: jud. Maramureș, CAVNIC Dimensiuni: L: 460; l: 400; Î: 190                                   | Agregat botroidal de arsen, cruste suprapuse, fără matrice, dimensiune foarte mare. | Muzeul de Mineralogie, Baia Mare | Cimec    |
|      | Cuarț, calcit              | Descoperit: jud. Maramureș, CAVNIC Dimensiuni: L: 290; l: 150; Î: 60                                    | Cristale de până la 1 cm de calcopirită, luciu puternic, pe matrice de cuarț transparent, lucios, și calcit roz pal. | Muzeul de Mineralogie, Baia Mare | Cimec    |
|      | Pirită                     | Descoperit: jud. Maramureș, CAVNIC Dimensiuni: L: 320; l: 320; Î: 230                                   | Agregat de cristale prismatice orientate în direcții diferite, cu o bază comună, alb-lăptoase, luciu puternic, fără matrice. | Muzeul de Mineralogie, Baia Mare | Cimec    |
|      | Cuarț                      | Descoperit: jud. Maramureș, CAVNIC Dimensiuni: L: 390; l: 310; Î: 140                                   | Cristale centimetrice de cuarț, concrescute paralel, varietatea ametist, culoare mov palid, transparente, majoritatea cu habitus „sceptru”, pe placă groasă de rocă, în parageneză cu calcit tabular alb-cenușiu mat. | Muzeul de Mineralogie, Baia Mare | Cimec    |
|      | Pirită, calcopirită        | Descoperit: jud. Maramureș, CAVNIC Dimensiuni: L: 540; l: 400; Î: 220                                   | Două generații de cuarț: cuarț milimetric alb-lăptos, agregate în formă de petale, cu pirită abundentă milimetrică, cristalizat pe cuarț transparent centimetric care oferă eșantionului. | Muzeul de Mineralogie, Baia Mare | Cimec    |
|      | Calcit                     | Descoperit: jud. Maramureș, CAVNIC Dimensiuni: L: 140; l: 80; Î: 60                                     | Două agregate sferice formate din romboedrii înșeuați de calcit gri (incluziuni de jamesonit) unite de un romboedru mare de calcit. | Muzeul de Mineralogie, Baia Mare | Cimec    |
|      | Calcit                     | Descoperit: jud. Maramureș, CAVNIC Dimensiuni: L: 500; l: 460; Î: 100                                   | Crustă subțire de dimensiuni foarte mari de calcit alb, zaharoid, pseudomorfoză de mulaj după o genetație anterioară de calcit scalenoedric, intactă (denumire locală „gavră”). | Muzeul de Mineralogie, Baia Mare | Cimec    |
|      | Calcit                     | Descoperit: jud. Maramureș, Herja Dimensiuni: L: 700; l: 350; Î: 210                                    | Agregat de romboedrii înșeuați de calcit, culoare gri (incluziuni de jamesonit) de dimensiune foarte mare, cu aspect general deosebit. | Muzeul de Mineralogie, Baia Mare | Cimec    |
|      | Calcopirită, cuarț         | Descoperit: jud. Maramureș, CAVNIC Dimensiuni: L: 420; l: 250; Î: 110                                   | Druză de cristale de calcit, tabulare în formă de petale, culoare alb mat, cu dimensiuni de 3-4 cm, în parageneză tipică cu calcopirită și cuarț, întrepătrunse. | Muzeul de Mineralogie, Baia Mare | Cimec    |
|      | Gips                       | Descoperit: jud. Maramureș, CAVNIC Dimensiuni: L: 230; l: 210; Î: 620                                   | Agregat radiar de cristal ede gips dintre care se individualizează un monocristalic prismatic de 57 de cm lungime și 4 cm lățime, intact, transparent, cu slabe depuneri maronii. | Muzeul de Mineralogie, Baia Mare | Cimec    |
|      | Stibină                    | Descoperit: jud. Maramureș, BAIA SPRIE Dimensiuni: L: 650; l: 310; Î: 310                               | Agregat de dimensiuni impresionante, bine proporționat în toate direcțiile, de cristale aciculare de stibină, cu lungimi de 6-8 cm, negre, pe matrice de calcit maroniu. | Muzeul de Mineralogie, Baia Mare | Cimec    |
|      | Cuarț                      | Descoperit: jud. Maramureș, CAVNIC Dimensiuni: L: 200; l: 110; Î: 70                                    | Cristal scalenoedric individual de calcit - varietatea manganocalcit - pe care sunt crescute alte câteva cristale mai mici roz translucid, poziționat pe un agregat de cristale paralele de cuarț transparent, biterminate. | Muzeul de Mineralogie, Baia Mare | Cimec    |
|      | Calcit                     | Descoperit: jud. Maramureș, BAIA SPRIE Dimensiuni: L: 110; l: 80; Î: 80                                 | Agregat din cristale de calcit mate în mijloc și transparente pe margini, întrepătrunse, în parageneză cu cristale de wolframit crescute vertical, lungime de 6 cm, negre, lucioase. | Muzeul de Mineralogie, Baia Mare | Cimec    |
|      | Cuarț, altait              | Descoperit: jud. Maramureș, CAVNIC Dimensiuni: L: 45 ; l: 50; Î: 30                                     | Agregat mușchiform de cristale lamelare de 1-2 mm de aur nativ, luciu puternic, în parageneză cu puțin cuarț milimetric și altait milimetric. | Muzeul de Mineralogie, Baia Mare | Cimec    |
|      | Cuarț                      | Descoperit: jud. Maramureș, CAVNIC Dimensiuni: L: 100 ; l: 45; Î: 25                                    | Agregat de formă plată din cristale lamelare milimetrice de aur nativ, luciu puternic, în parageneză cu puțin cuarț milimetric. | Muzeul de Mineralogie, Baia Mare | Cimec    |
|      | Sfalerit; siderit          | Descoperit: jud. Maramureș, Chiuzbaia Dimensiuni: L: 400 ; l: 270; Î: 110                               | Druză acoperită cu cristale mari de sfalerit negru pe care se individualizează agregate în rozetă din cristale de 1-2 cm de semseyit gri, luciu bun, cu depunere finală de siderit. | Muzeul de Mineralogie, Baia Mare | Cimec    |
|      | Freibergit                 | Descoperit: jud. Maramureș, Baia Mare, Mina Herja Dimensiuni: L: 180; La: 150; Î: 20 mm                 | Cristale tetraedrice de 5 mm de freibergit, negre, lucioase, presărate pe o crustă subțire de 2 mm de calcit negru. Specie minerală foarte rară, unicat pentru România, număr mare de cristale pe eșantion. | Muzeul de Mineralogie, Baia Mare | Cimec    |
|      | Gips                       | Descoperit: jud. Maramureș, Baia Mare, Mina Herja Dimensiuni: L: 540; La: 420; Î: 190 mm                | Semigeodă din crustă subțire maro în interiorul căreia sunt crescute cristale de gips alb, lung prismatice, de 5-6 cm. | Muzeul de Mineralogie, Baia Mare | Cimec    |
|      | Calcit , marcasită         | Descoperit: jud. Maramureș, Cavnic, Mina Cavnic Dimensiuni: L: 400; La: 240; Î: 100 mm                  | Agregat de cristale de rodocrozit, formă romboedrică înșeuate, culoare roz intens, mate, pe matrice placă groasă de cuarț milimetric alb, cu câteva cristale milimetrice de marcasită. | Muzeul de Mineralogie, Baia Mare | Cimec    |
|      | Baritină                   | Descoperit: jud. Maramureș, Baia Sprie, Mina Baia Sprie Dimensiuni: L: 130; La: 80; Î: 60 mm            | Agregat arboriform de cristale de baritină de 0,5 cm, tabulare, culoare roșie intensă. | Muzeul de Mineralogie, Baia Mare | Cimec    |
|      | Baritină                   | Descoperit: jud. Maramureș, Baia Sprie, Mina Baia Sprie Dimensiuni: L: 170; La: 130; Î: 440 mm          | Agregat arboriform de cristale centrimetrice subțiri de baritină, culoare galbenă, transparente, foarte lucioase, cu formă generală deosebită. | Muzeul de Mineralogie, Baia Mare | Cimec    |
|      | Baritină                   | Descoperit: jud. Maramureș, Cavnic, Mina Cavnic Dimensiuni: L: 280; La: 230; Î: 130 mm                  | Agregat radiar independent de cristale de baritină tabulare, groase de 0,5 cm, perfecte, culoare albastru intens, transparente. Eșantion unicat în colecțiile din România. | Muzeul de Mineralogie, Baia Mare | Cimec    |
|      | Cuarț, calcopirită         | Descoperit: jud. Maramureș, Baia Mare, Mina Herja Dimensiuni: L: 150; La: 100; Î: 50 mm                 | Cristale izometrice perfecte de 3 cm de galenă „argentiferă”, foarte lucioase, bine individualizate, cu fețe cristalografice vizibile, bine delimitate, pe o matrice de calcopirită, în parageneză cu cuarț mărunt cristalizat în cruste, alb-transparent.                                                                        | Muzeul de Mineralogie, Baia Mare | Cimec    |
|      | Stibină                    | Descoperit: jud. Maramureș, BĂIUȚ, Mina Băiuț Dimensiuni: L: 280; La: 180; Î: 180 mm                    | Agregat radiar de cristale de stibină lung prismatice de până la 18 cm, groase, lucioase, terminate cu fețe de cristal, fețele de prismă sunt striate vertical, cristalele sunt „neatinse”. Eșantion cu cele mai mari cristale de stibină cunoscute în colecțiile publice din România.                                            | Muzeul de Mineralogie, Baia Mare | Cimec    |
|      | Calcit                     | Descoperit: jud. Maramureș, Cavnic, Mina Cavnic Dimensiuni: L: 280; La: 270; Î: 160 mm                  | Calcit perimorfoză după o generație anterioară de calcit scalenoedric. Crustă zaharoidă de culoare albă. Eșantion spectacular, din filonul Gavra, singurul loc din lume unde apare sub acest tip de calcit. | Muzeul de Mineralogie, Baia Mare | Cimec    |
|      | Stibină                    | Descoperit: jud. Maramureș, Baia Sprie, Mina Baia Sprie Dimensiuni: L: 370; La: 230; Î: 130 mm          | Două agregarte radiare întrepătrunse, fiecare agregat format din stibină aciculară, cristela terminate „vârf de lance”, lucioase, negre. Aspectul general deosebit oferă unicitate eșantionului. | Muzeul de Mineralogie, Baia Mare | Cimec    |
|      | Calcit, cuarț              | Descoperit: jud. Maramureș, Cavnic, Mina Cavnic Dimensiuni: L: 220; La: 160; Î: 70 mm                   | Cristale hexaedrice de fluorină, bine individualizate, culoare violet deschis, translucide, pe matrice placă de cuarț milimetric și calcit în foițe albe. Dimensiunea cristalelor și numărul mare de cristale pe eșantion oferă unicitatea.                                                                                       | Muzeul de Mineralogie, Baia Mare | Cimec    |
|      | Calcit                     | Descoperit: jud. Maramureș, Baia Mare, Mina Dealul Crucii Dimensiuni: L: 160; La: 100; Î: 60 mm         | Agregat de cristale de calcit în formă de „țeavă de tun”, prismatice, culoare albă și neagră, neatinse. Cale mai mari cristale cu acest habit cunoscute din ocurente de pe teritoriul României. | Muzeul de Mineralogie, Baia Mare | Cimec    |
|      | Cuarț                      | Descoperit: jud. Maramureș, Cavnic, Mina Cavnic Dimensiuni: L: 320; La: 250; Î: 130 mm                  | Agregat independent de cristale milimetrice de cuarț alb, arboriform, având un aspect general de coral. | Muzeul de Mineralogie, Baia Mare | Cimec    |
|      | Gips                       | Descoperit: jud. Maramureș, Cavnic, Mina Cavnic Dimensiuni: L: 460; La: 410; Î: 220 mm                  | Agregat independent format din cinci cristale principale izometrice de gips, mărime de până la 25 cm, transparente, unele cu striații specifice, neatinse. Calitatea cristalelor, mărimea și aranjamentul lor oferă unicitatea.                                                                                                   | Muzeul de Mineralogie, Baia Mare | Cimec    |
|      | Cuarț, calcopirită         | Descoperit: jud. Maramureș, Cavnic, Mina Cavnic Dimensiuni: L: 390; La: 330; Î: 200 mm                  | Trei cristale de gips, izometrice, transparente, fețe și muchii neatinse, crescute pe o druză de cuarț transparent milimetric și calcopirită lucioasă. Mărimea și perfecțiunea cristalelor, alături de modul de „aranjare” a lor pe eșantion conferă unicitate.                                                                   | Muzeul de Mineralogie, Baia Mare | Cimec    |
|      | Blendă                     | Descoperit: jud. Maramureș, Cavnic, Mina Cavnic Dimensiuni: L: 354; La: 240; Î: 160 mm                  | Agregat radiar de cristale lung prismatice de cuarț, transparente, fețe, vârfuri și muchii neatinse, fără ganga, unele cristale având crescute cristale mici de sfalerit negru. | Muzeul de Mineralogie, Baia Mare | Cimec    |
|      | Calcit                     | Descoperit: jud. Maramureș, Cavnic, Mina Cavnic Dimensiuni: L: 450; La: 360; Î: 150 mm                  | Druză independentă de cristale centimetrice de calcit, romboedii alipiți, culoare roz intens, lucios, fluorescent uv. Mărimea druzei și culoarea deosebită oferă unicitate. | Muzeul de Mineralogie, Baia Mare | Cimec    |
|      | Cuarț                      | Descoperit: jud. Maramureș, Baia Mare, Mina Herja Dimensiuni: L: 60; La: 60; Î: 60 mm                   | Agregat sferic din cristale romboedrice înșeuate aplatizate de calcit, culoare gri-negru datorată incluziunilor de jamesonit, cu depunere pe alocuri de cristale milimetrice de cuarț transparent. | Muzeul de Mineralogie, Baia Mare | Cimec    |
|      | Gips                       | Descoperit: jud. Maramureș, Cavnic, Mina Cavnic Dimensiuni: L: 230; La: 210; Î: 620 mm                  | Cristal lung prismatic de gips, perfect terminat cu fețe de cristal, pe o ganga foarte mică de rocă vulcanică, având la bază câteva cristale mai mici concrescute. Cel mai lung cristal de acest tip cunoscut în colecțiile publice din România.                                                                                  | Muzeul de Mineralogie, Baia Mare | Cimec    |
|      | Calcit, cuarț, calcopirită | Descoperit: jud. Maramureș, Baia Sprie, Mina Baia Sprie Dimensiuni: L: 200 mm; La: 160 mm; Î: 100 mm    | Agregat de cristale alungite de wolframit, negre, lucioase, verticale, crescut în mijlocul unei matrici formată din parageneza de cristale de calcit romboedric, cuarț și calcopirită izometrică lucioasă. Eșantion unicat în colecțiile publice din România.                                                                     | Muzeul de Mineralogie, Baia Mare | Cimec    |
|      | Calcit, rodocrozit         | Descoperit: jud. Maramureș, Cavnic, Mina Cavnic Dimensiuni: L: 200 mm; La: 180 mm; Î: 220 mm            | Agregat de cristale independente lung prismatice, transparente, perfecte, crescute radiar pe o druză de rodocrozit și calcit cristale milimetrice. Eșantion unic prin dispunerea și perfecțiunea cristalelor și a matricei. | Muzeul de Mineralogie, Baia Mare | Cimec    |
|      | Baritină                   | Descoperit: jud. Maramureș, Cavnic, Mina Cavnic Dimensiuni: L: 180 mm; La: 120 mm; Î: 140 mm            | 2 cristale principale, tabulare, grosime 0,5 cm, unul de culoare galbenă altul galben și negru, foarte lucioase, neatinse, concrescute în unghi, alături de câteva cristale galbene mai mici. Eșantion unicat în colecțiile publice din România.                                                                                  | Muzeul de Mineralogie, Baia Mare | Cimec    |
|      | Cuarț                      | Descoperit: jud. Maramureș, Baia Sprie, Mina Baia Sprie Dimensiuni: L: 50 mm; La: 40 mm; Î: 30 mm       | Cristal independent, intact, culoare gri cu intercalații albicioase, luciu puternic, fețe striate, crescut pe o mică matrice de cuarț milimetric. Cel mai mare cristal cunoscut în colecțiile publice din România. | Muzeul de Mineralogie, Baia Mare | Cimec    |
|      | Cuarț, calcopirită         | Descoperit: jud. Maramureș, Baia Sprie, Mina Baia Sprie Dimensiuni: L: 200 mm; La: 160 mm; Î: 120 mm    | Cristale de bournonit, maclate "butoiaș", de 1 cm, lucioase, intacte crescute pe druza de calcopirită lucioasă și cuarț alb mat. Cele mai mari cristale cunoscute în colecțiile publice din România. | Muzeul de Mineralogie, Baia Mare | Cimec    |
|      | Baritină                   | Descoperit: jud. Maramureș, Baia Sprie, Mina Baia Sprie Dimensiuni: L: 300 mm; La: 260 mm; Î: 280 mm    | Agregat radiar de cristale aciculare de stibină neagră, lucioase, cu mici cristale de baritină albă și transparentă crescute în partea superioară a cristalelor. | Muzeul de Mineralogie, Baia Mare | Cimec    |
|      | Calcit, cuarț, calcopirită | Descoperit: jud. Maramureș, Baia Sprie, Mina Baia Sprie Dimensiuni: L: 130 mm; La: 80 mm; Î: 50 mm      | Agregat de cristale tabulare de wolframit, negru, lucios, în formă de picătură, așezat pe ganga de cuarț transparent, calcit alb romboedric și calcopirită lucioasă. Singurul eșantion cu agregat de această formă din colecțiile publice din România.                                                                            | Muzeul de Mineralogie, Baia Mare | Cimec    |
|      | Stibină                    | Descoperit: jud. Maramureș, Baia Sprie, Mina Baia Sprie Dimensiuni: L: 290 mm; La: 240 mm; Î: 200 mm    | Cristale tabulare, groase de 1 cm de baritină alb-semitransparentă, formând prin concreștere o druză înaltă, cu cristale de stibină aciculare în bază, care străpung cristalele de baritină. | Muzeul de Mineralogie, Baia Mare | Cimec    |
|      | Sferosiderit               | Descoperit: jud. Maramureș, Baia Sprie, Mina Baia Sprie Dimensiuni: L: 100 mm; La: 70 mm; Î: 40 mm      | Agregat de cristale de 3 cm de baritină lucioasă, culoare roșu-violaceu, cu mici agregate de sferosiderit milimetric maroniu pe cristale. Culoare unică în colecțiile publice din România. | Muzeul de Mineralogie, Baia Mare | Cimec    |
|      | Calcit                     | Descoperit: jud. Maramureș, Baia Mare, Mina Herja Dimensiuni: L: 80 mm; La: 80 mm; Î: 80 mm             | Agregat sferic, fără urmă de prindere, din cristale romboedrice înșeuate aplatizate de calcit, jumătate a eșantionului de culoare albă, jumătate de culoare neagră cu delimitare liniară a culorilor. Eșantion unicat mondial, nu este cunoscut în alte colecții publice.                                                         | Muzeul de Mineralogie, Baia Mare | Cimec    |
|      | Cuarț                      | Descoperit: jud. Maramureș, Cavnic, Mina Cavnic Dimensiuni: L: 450 mm; La: 360 mm; Î: 90 mm             | Cristale de 2-3 cm de tetraedrit, bine individualizate, foarte lucioase, negre, în parageneză cu mănunchiuri de cuarț alb lăptos centrimetric pe o gangă groasă acoperită de cuarț mărunt. | Muzeul de Mineralogie, Baia Mare | Cimec    |
|      | Calcit, calcopirită        | Descoperit: jud. Maramureș, Cavnic, Mina Cavnic Dimensiuni: L: 250 mm; La: 150 mm; Î: 60 mm             | Cristale de 2 cm de tetraedrit, maclate, negre, foarte lucioase, în parageneză cu calcit alb și calcopirită lucioasă, singurul eșantion cu macla a tetraedritului din colecție. | Muzeul de Mineralogie, Baia Mare | Cimec    |
|      | Blendă, calcopirită        | Descoperit: jud. Maramureș, Baia Mare, Mina Herja Dimensiuni: L: 200 mm; La: 160 mm; Î: 90 mm           | Agregat de cristale mari tabulare de pirotină, suprapuse, lucioase, în parageneză cu blendă de 1 cm în zona centrală și cristale milimetrice de calcopirită. | Muzeul de Mineralogie, Baia Mare | Cimec    |
|      | Blendă, cuarț              | Descoperit: jud. Maramureș, Cavnic, Mina Cavnic Dimensiuni: L: 80 mm; La: 70 mm; Î: 50 mm               | Aur fin cristalizat în agregat muschiform, foarte lucios, culoare galben-auriu, cu mici intercalații de blebdă neagră lucioasă și cuarț mărunt. Cel mai mare eșantion cunoscut în colecțiile publice din România. | Muzeul de Mineralogie, Baia Mare | Cimec    |